# Оборское сельское поселение
Оборское се́льское поселе́ние — муниципальное образование в районе имени Лазо Хабаровского края Российской Федерации. Образовано в 2004 году.
Административный центр — посёлок Обор.

## Население
| 2010 | 2011 | 2012 | 2013 | 2014 | 2015 | 2016 |
| ---- | ---- | ---- | ---- | ---- | ---- | ---- |
| 913  | ↘912 | ↘869 | ↘813 | ↘756 | ↘730 | ↘712 |
| 2017 | 2018 | 2019 | 2020 | 2021 |      |      |
| ↘693 | ↘680 | ↘661 | ↘637 | ↗807 |      |      |

## Населённые пункты
В состав поселения входят 3 населённых пункта:
| № | Населённый пункт | Тип     | Население |
| - | ---------------- | ------- | --------- |
| 1 | Обор             | посёлок | ↘560      |
| 2 | 43 км            | посёлок | ↗235      |
| 3 | 52 км            | посёлок | ↘12       |